# Stazione di Ryūgasaki
La stazione di Ryūgasaki (竜ヶ崎駅?, Ryūgasaki-eki) è una stazione ferroviaria di Ryūgasaki, città della prefettura di Ibaraki e servita dalla linea Ryūgasaki delle Ferrovie del Kantō. Si tratta del capolinea della ferrovia, e non offre interscambio con alcun altra linea ferrata.

## Linee
Ferrovie del Kantō
■ Linea Ryūgasaki

## Struttura
La stazione è dotata di un marciapiede e un unico binario, utilizzati per entrambe le direzioni di marcia. 
| - | ■ Linea Ryūgasaki | per Sanuki e Ireji |

## Stazioni adiacenti
| «               | Servizio        | »               |
| Linea Ryūgasaki | Linea Ryūgasaki | Linea Ryūgasaki |
| --------------- | --------------- | --------------- |
| Ireji           | Locale          | Capolinea       |